# 马拉邦虫鳗
马拉邦虫鳗（学名：Muraenichthys malabonensis）为輻鰭魚綱鳗鲡目蠕鳗科虫鳗属的鱼类。该物种于1923年由阿爾伯特·威廉·赫爾描述及命名，主要分布于菲律宾等。

## 扩展阅读
維基物種上的相關：马拉邦虫鳗